# I misteri della laguna
I misteri della laguna (Swamp Thing), meglio nota come Swamp Thing - I misteri della laguna, è una serie televisiva statunitense in 72 episodi trasmessi per la prima volta nel corso di tre stagioni dal 1990 al 1993.
È una serie di fantascienza basata sul personaggio dei fumetti della DC Comics Swamp Thing e sul film del 1982 Il mostro della palude e sul suo seguito Il ritorno del mostro della palude (1989). L'attore e stuntman Dick Durock, che aveva interpretato il dottor Alec Holland alias Swamp Thing in entrambi i film, riprese il suo ruolo per la serie televisiva.

## Trama
La serie racconta le vicende del dottor Alec Holland che, a seguito di un contatto fortuito con una sostanza chimica, si trasforma in un essere mostruoso e si rifugia in una zona paludosa della Louisiana.

## Personaggi e interpreti
- Dr. Alec Holland/Swamp Thing (72 episodi, 1990-1993), interpretato da Dick Durock.
- Dr. Anton Arcane (72 episodi, 1990-1993), interpretato da Mark Lindsay Chapman.
- Will Kipp (60 episodi, 1990-1993), interpretato da Scott Garrison.
- Graham (45 episodi, 1990-1993), interpretato da Kevin Quigley.
- Tressa Kipp (32 episodi, 1990-1993), interpretata da Carrell Myers.
- Jim Kipp (13 episodi, 1990), interpretato da Jesse Zeigler.
- Obo Hartison (13 episodi, 1990), interpretato da Anthony Galde.
- Abigail (10 episodi, 1991-1992), interpretata da Kari Wührer.
- Sceriffo Andrews (10 episodi, 1990-1993), interpretato da Marc Macaulay.
- Dottor Hollister (9 episodi, 1990-1991), interpretato da William Whitehead.
- Dottor Alec Holland (6 episodi, 1992-1993), interpretato da Patrick Neil Quinn.
- Keifer (5 episodi, 1990-1991), interpretato da Doc Duhame.
- Generale Sunderland (5 episodi, 1990-1993), interpretato da Jacob Witkin.
- Deputy Clark (5 episodi, 1990-1991), interpretato da Scott Graham.
- Dottoressa Ann Fisk (4 episodi, 1992-1993), interpretata da Janet Julian.
- Dottor Thomas (4 episodi, 1990-1993), interpretato da Judy Clayton.
- Nestor Parkins (3 episodi, 1992), interpretato da Larry Manetti.
- Savanna Langford (3 episodi, 1990), interpretata da Patricia Helwick.
- Clarence Pickens (3 episodi, 1990-1993), interpretato da Tom Nowicki.

### Guest star
Tra le guest star: Tom Nowicki, Heather Thomas, Patricia Helwick, John Edward Allen, Bobby Porter, Glenn Wilder, Beth Johnson, Martha Smith, Lonnie Smith, Rex Benson, Real Robert Small, Billie Gillespie, John Hoye, Pat Cherry, George Colangelo, Darren Dollar, Kevin Quigley, Andrew Clark, Jesse Ziegler, Anthony Galde.

## Produzione
La serie fu prodotta da BBK Productions e Universal TV e girata nel parco tematico di Gatorland e negli Universal Studios a Orlando in Florida. Diverse sequenze furono girate nelle paludi della Florida. Le musiche furono composte da Christopher L. Stone.

### Registi
Tra i registi sono accreditati:
- Walter von Huene in 17 episodi (1990-1993)
- Chuck Bowman in 11 episodi (1992-1993)
- John McPherson in 7 episodi (1990-1993)
- David Jackson in 6 episodi (1990-1992)
- Steve Beers in 6 episodi (1992-1993)
- Tony Dow in 5 episodi (1990-1993)
- Mitchell Bock in 4 episodi (1991-1993)
- Bruce Seth Green in 3 episodi (1991)
- Tom DeSimone in 3 episodi (1992-1993)
- Andrew Stevens in 3 episodi (1992)
- Fritz Kiersch in 2 episodi (1990)
- Yuri Sivo in 2 episodi (1990)
- Tom Blomquist in 2 episodi (1992)

### Sceneggiatori
Tra gli sceneggiatori sono accreditati:
- Tom Blomquist in 11 episodi (1992-1993)
- Steven L. Sears in 9 episodi (1992-1993)
- Jeff Myrow in 7 episodi (1992-1993)
- Judith Berg in 6 episodi (1990-1993)
- Sandra Berg in 6 episodi (1990-1993)
- Joseph Stefano in 5 episodi (1990)
- Wade Johnson in 4 episodi (1990-1991)
- Daniel Kennedy in 4 episodi (1990-1991)
- Tom Greene in 4 episodi (1991)
- William Whitehead in 4 episodi (1991)
- Jim Byrnes in 4 episodi (1992-1993)
- Terry D. Nelson in 4 episodi (1992-1993)
- Randy Holland in 3 episodi (1992-1993)
- W. Reed Moran in 3 episodi (1992-1993)
- Babs Greyhosky in 3 episodi (1992)
- Bruce Cervi in 2 episodi (1992-1993)
- John Lansing in 2 episodi (1992-1993)
- Brenda Lilly in 2 episodi (1992-1993)
- Fred Golan in 2 episodi (1992)

## Distribuzione
La serie fu trasmessa negli Stati Uniti dal 27 luglio 1990 al 1º maggio 1993 sulla rete televisiva USA Network. In Italia è stata trasmessa dal 1990 su Italia 7 con il titolo I misteri della laguna.
Alcune delle uscite internazionali sono state:
- negli Stati Uniti il 27 luglio 1990 (Swamp Thing)
- in Germania Ovest (Das Ding aus dem Sumpf)
- in Spagna (La cosa del pantano)
- in Italia (I misteri della laguna)

## Episodi
| Stagione         | Episodi | Prima TV USA |
| ---------------- | ------- | ------------ |
| Prima stagione   | 22      | 1990-1991    |
| Seconda stagione | 11      | 1991-1992    |
| Terza stagione   | 39      | 1992-1993    |